# 約翰遜鎮區 (印地安納州拉格蘭奇縣)
約翰遜鎮區（英語：Johnson Township）是位於美國印地安納州拉格蘭奇縣的一個行政鎮區。

## 地方資料
根據2010年美國人口普查的數據，約翰遜鎮區的面積為92.30平方千米，當中陸地面積為86.20平方千米，而水域面積為6.10平方千米。當地共有人口3392人，而人口密度為每平方千米36.75人。